# Banksia hookeriana
Banksia hookeriana är en tvåhjärtbladig växtart som beskrevs av Meissn.. Banksia hookeriana ingår i släktet Banksia och familjen Proteaceae. Inga underarter finns listade i Catalogue of Life.